# Serdinya
Serdinya (katalanisch Serdinyà) ist eine französische Gemeinde mit 233 Einwohnern (Stand 1. Januar 2022) im Département Pyrénées-Orientales in der Region Okzitanien. Sie gehört zum Arrondissement Prades und zum Kanton Les Pyrénées catalanes.

## Nachbargemeinden
Nachbargemeinden von Serdinya sind Conat im Norden, Villefranche-de-Conflent im Nordosten, Fuilla im Osten, Escaro im Süden, Olette und Souanyas im Südwesten, Jujols im Westen und Nohèdes im Nordwesten.

## Bevölkerungsentwicklung
| Jahr      | 1962 | 1968 | 1975 | 1982 | 1990 | 1999 | 2013 |
| Einwohner | 363  | 307  | 271  | 233  | 213  | 233  | 219  |

## Sehenswürdigkeiten
- Romanische Kirche Saint-Côme-et-Saint-Damien
- Kirche Saint-Marcel in Flassa (Monument historique)
- Romanische Kirche Sainte-Marie in Marignans